# Betongsugga
Betongsugga är block i betong avsedd att utgöra ett trafikhinder. Blocken är vanligen neutrala och grå, men många städer har tagit fram konstnärligt formgivna betongsuggor, som ofta anspelar på lokala företeelser.
Syftet med att upprätta trafikhinder är ofta att öka trafiksäkerheten. De kan dock samtidigt utgöra en fara för cyklister och ett hinder för räddningstjänstens utryckningsfordon.

## Bildgalleri

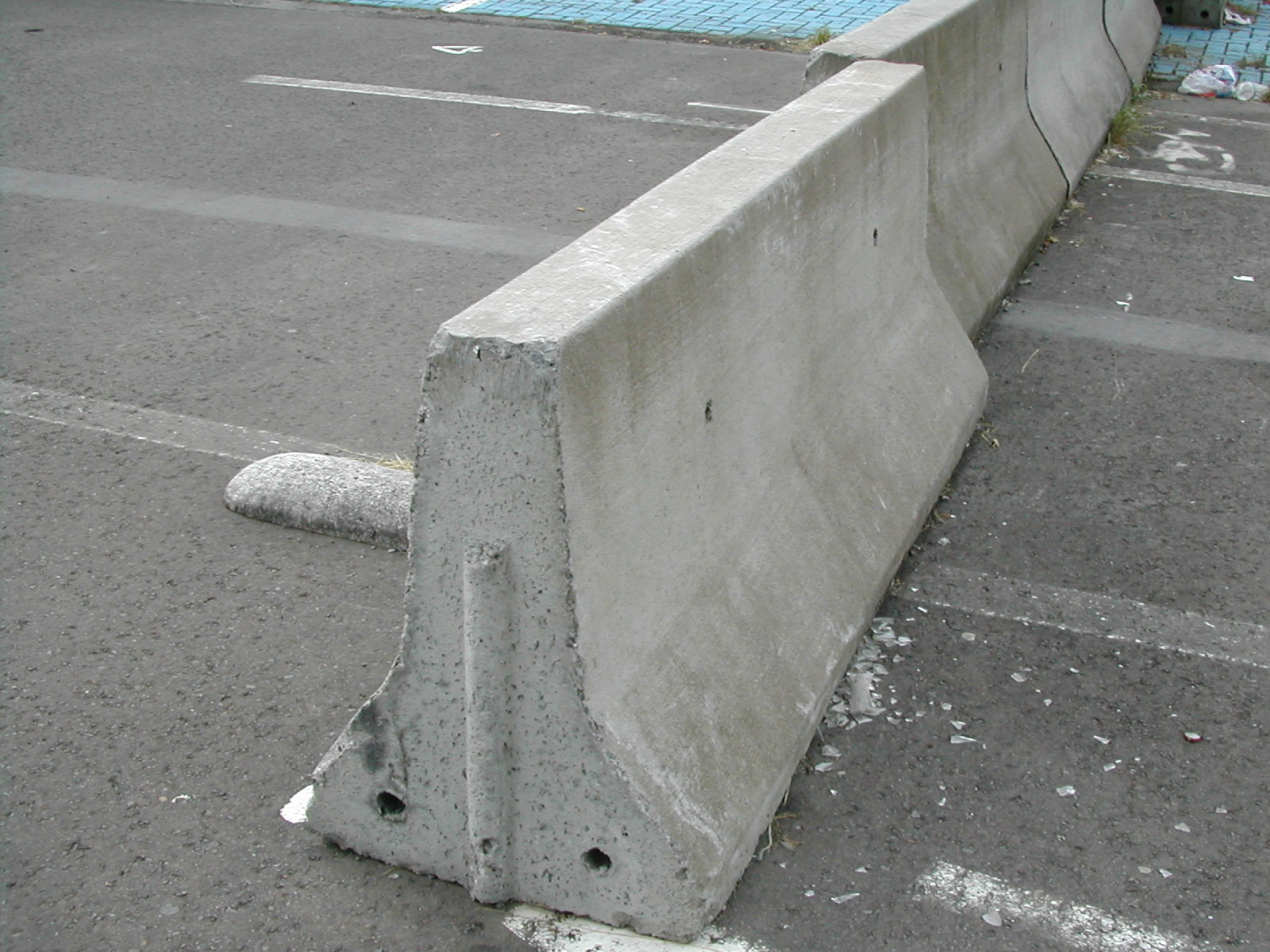
Trafikhinder.
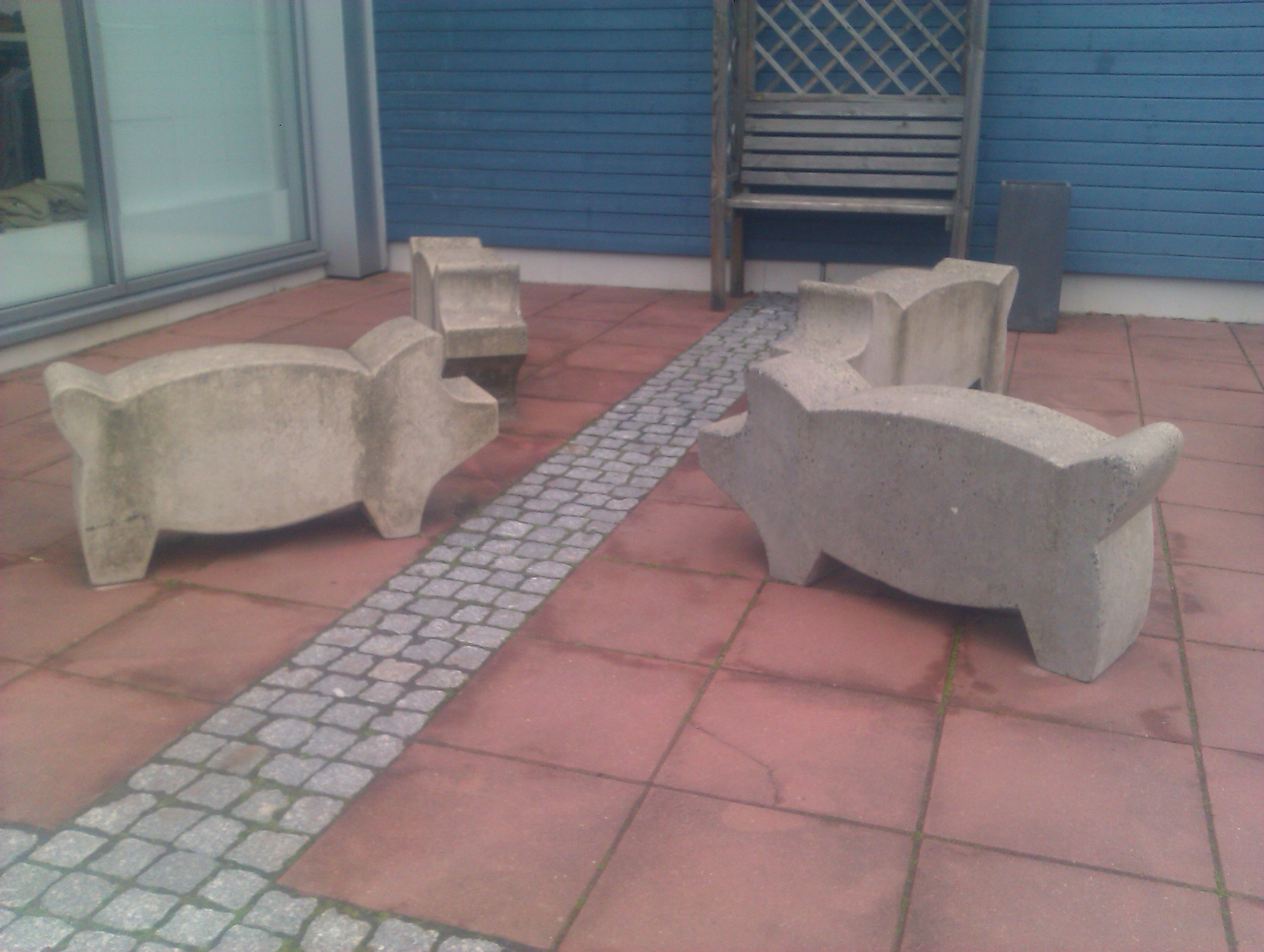
Betonggrisar.
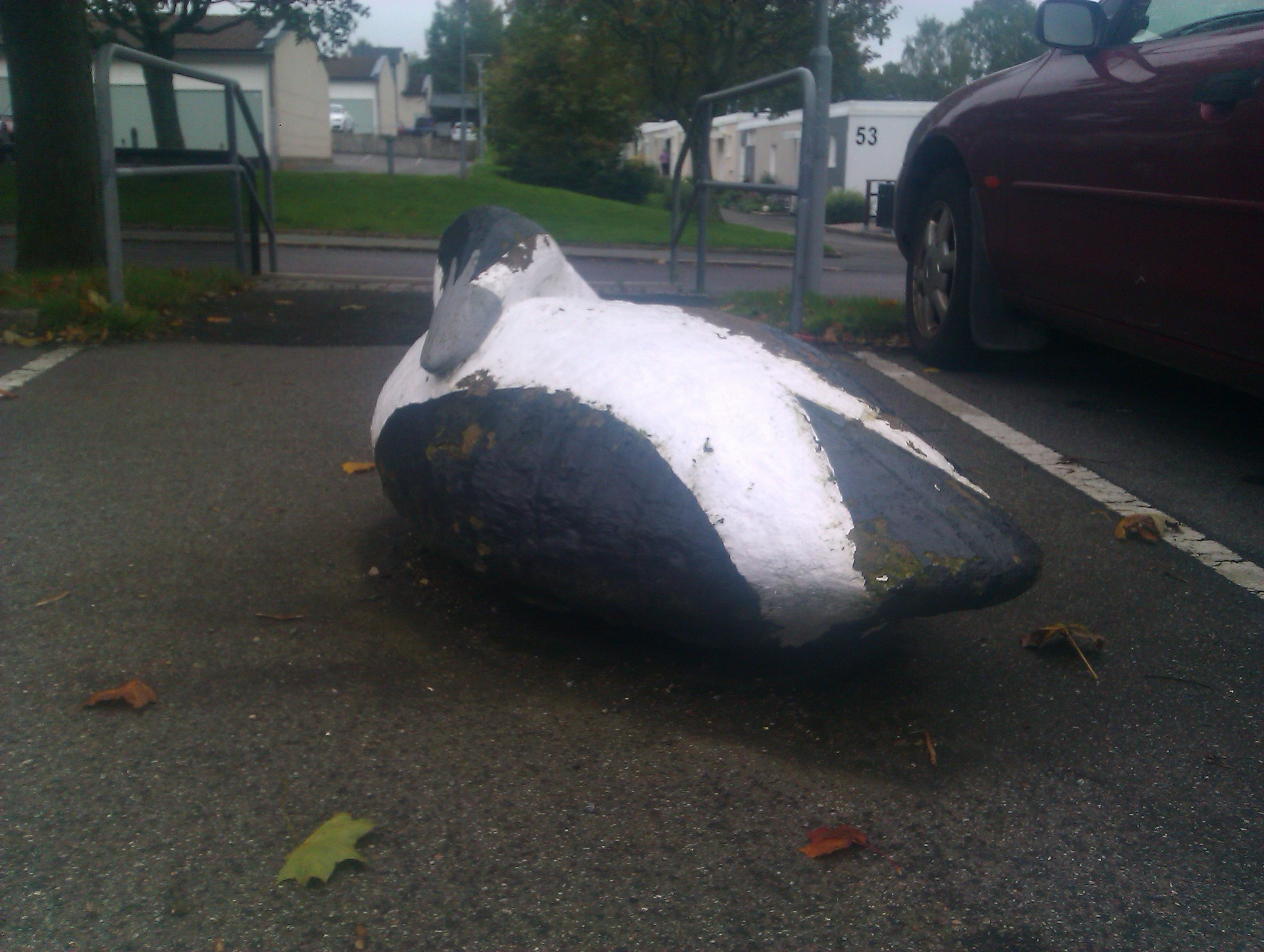
Betongejder i Göteborg
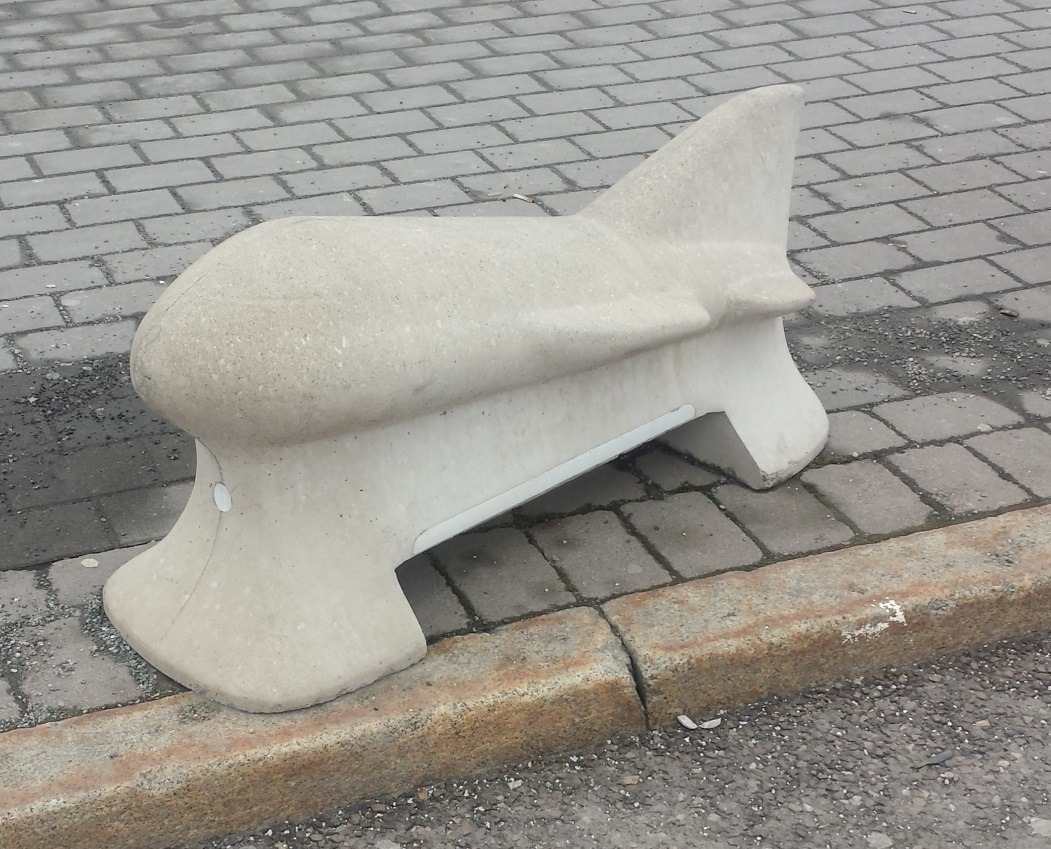
Stiliserat flygplan vid Landvetters flygplats.
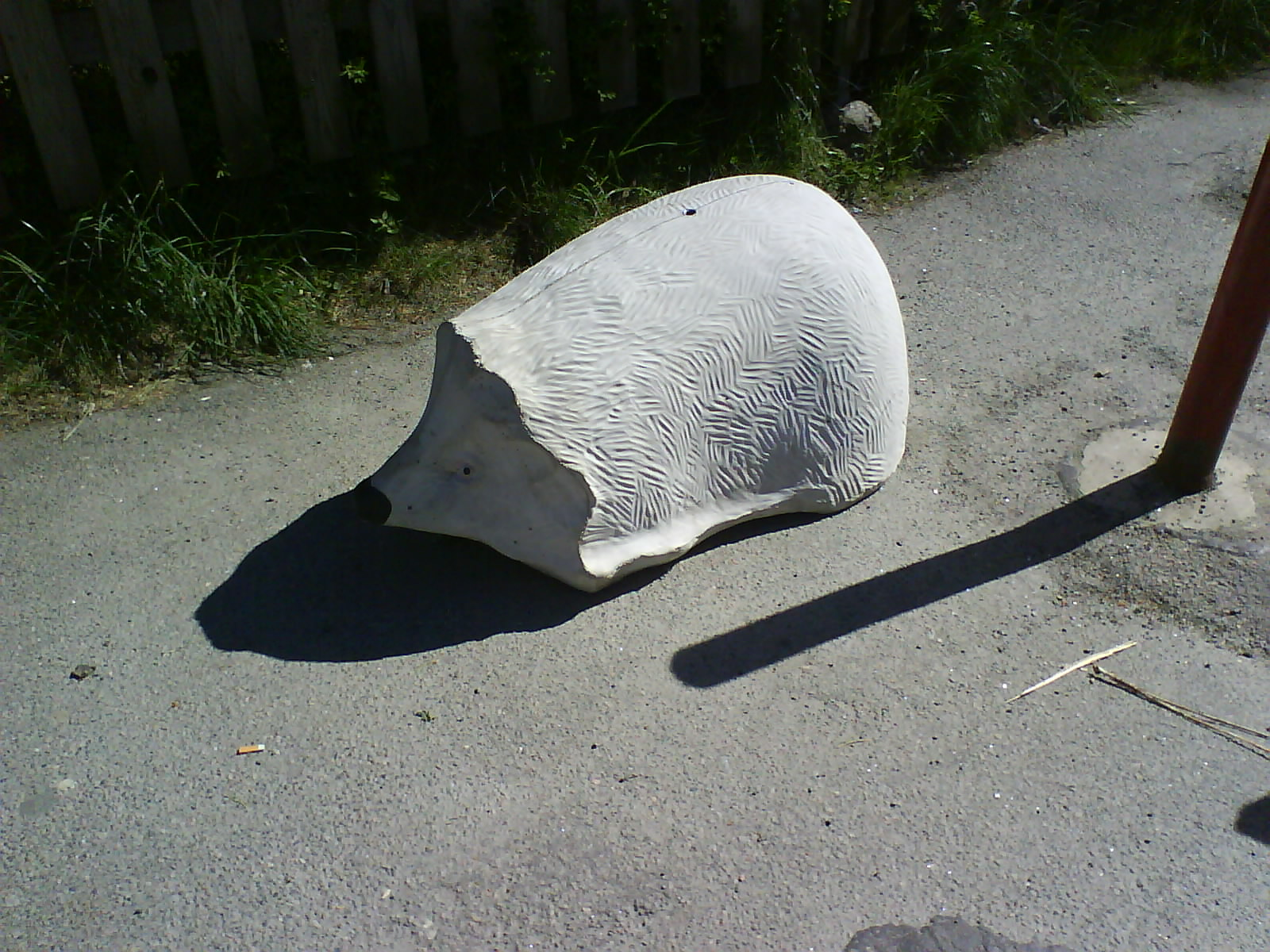
Igelkott i betong i Göteborg
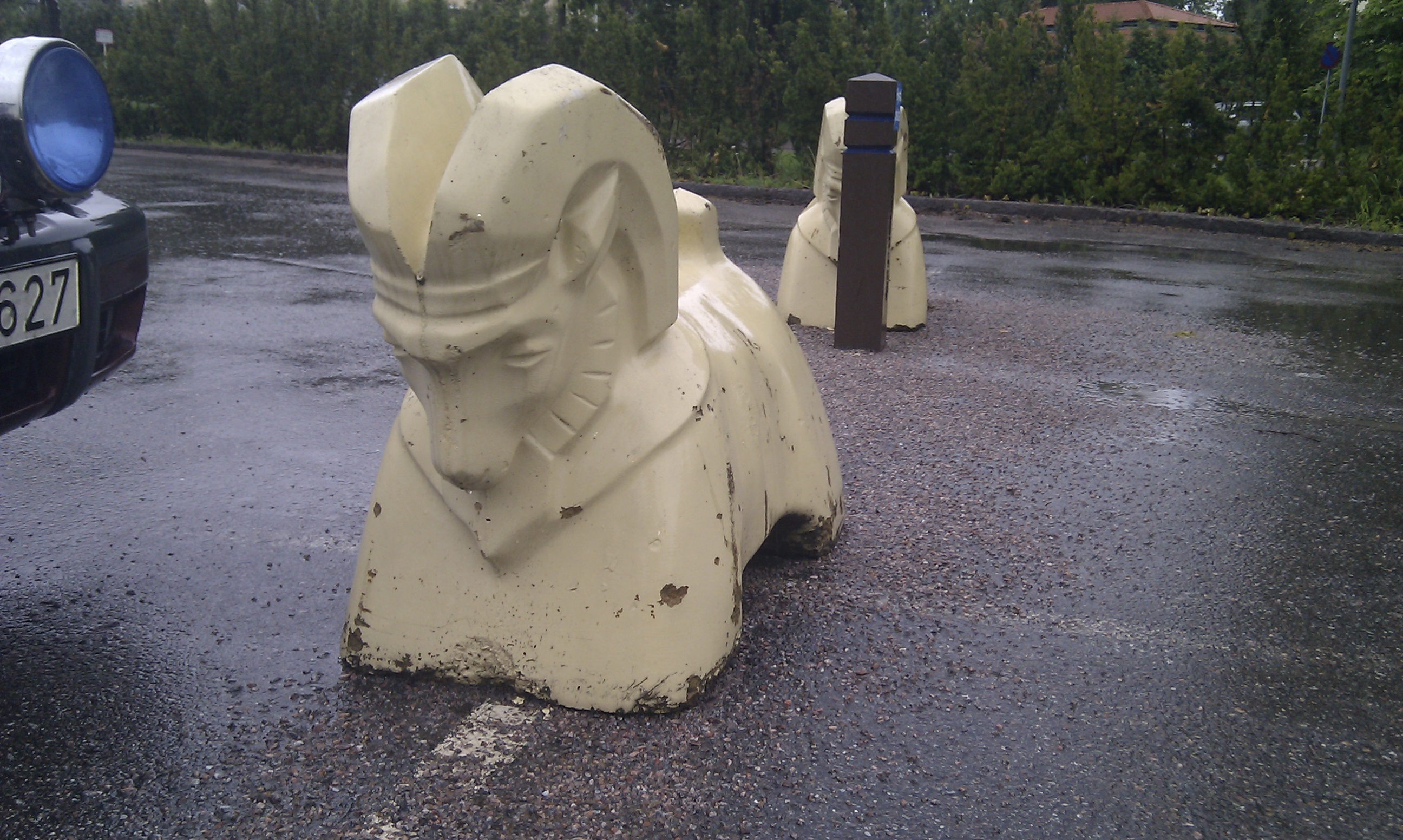
Gävlebocken i betong.
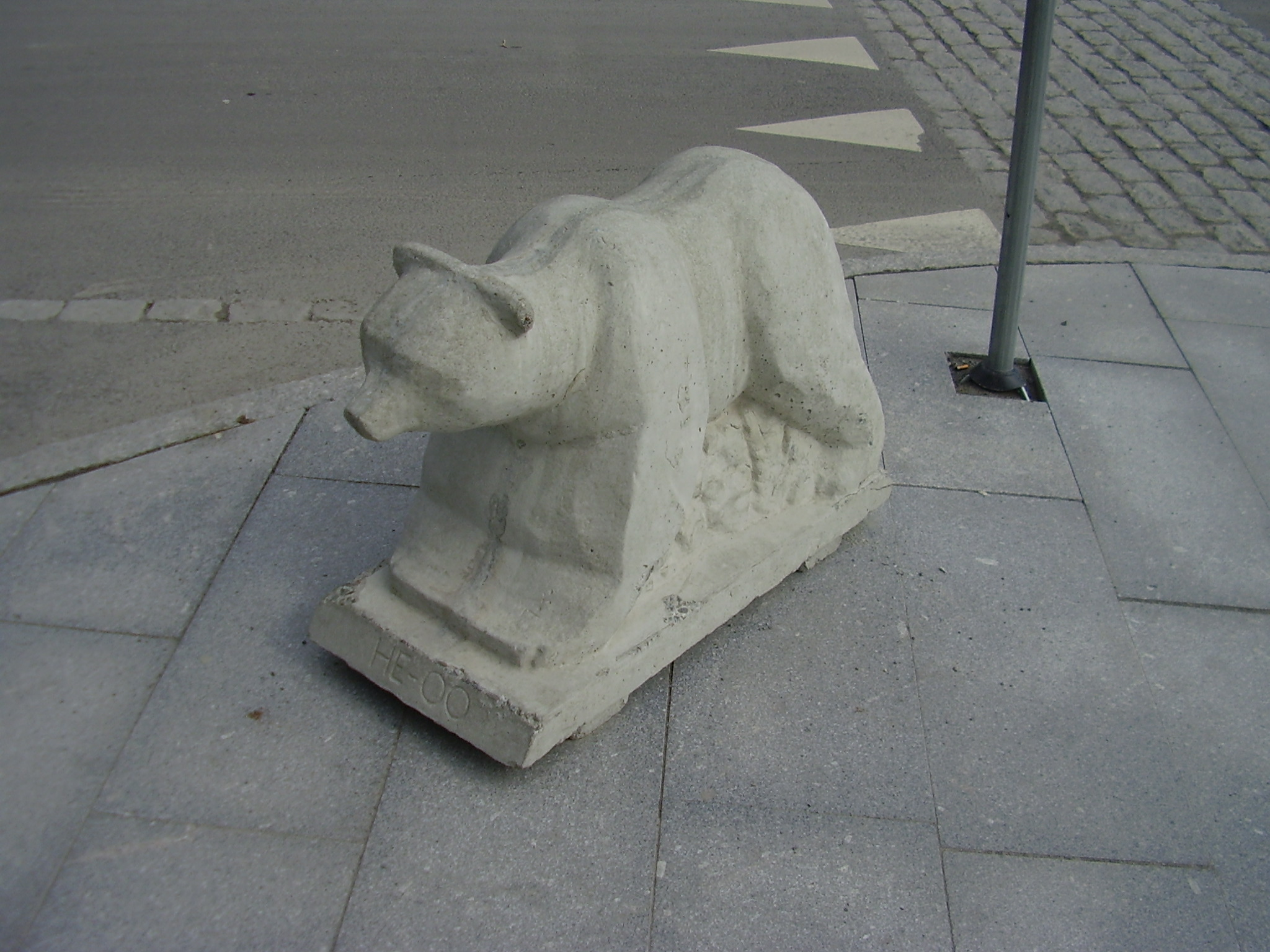
Björn i betong i Luleå.
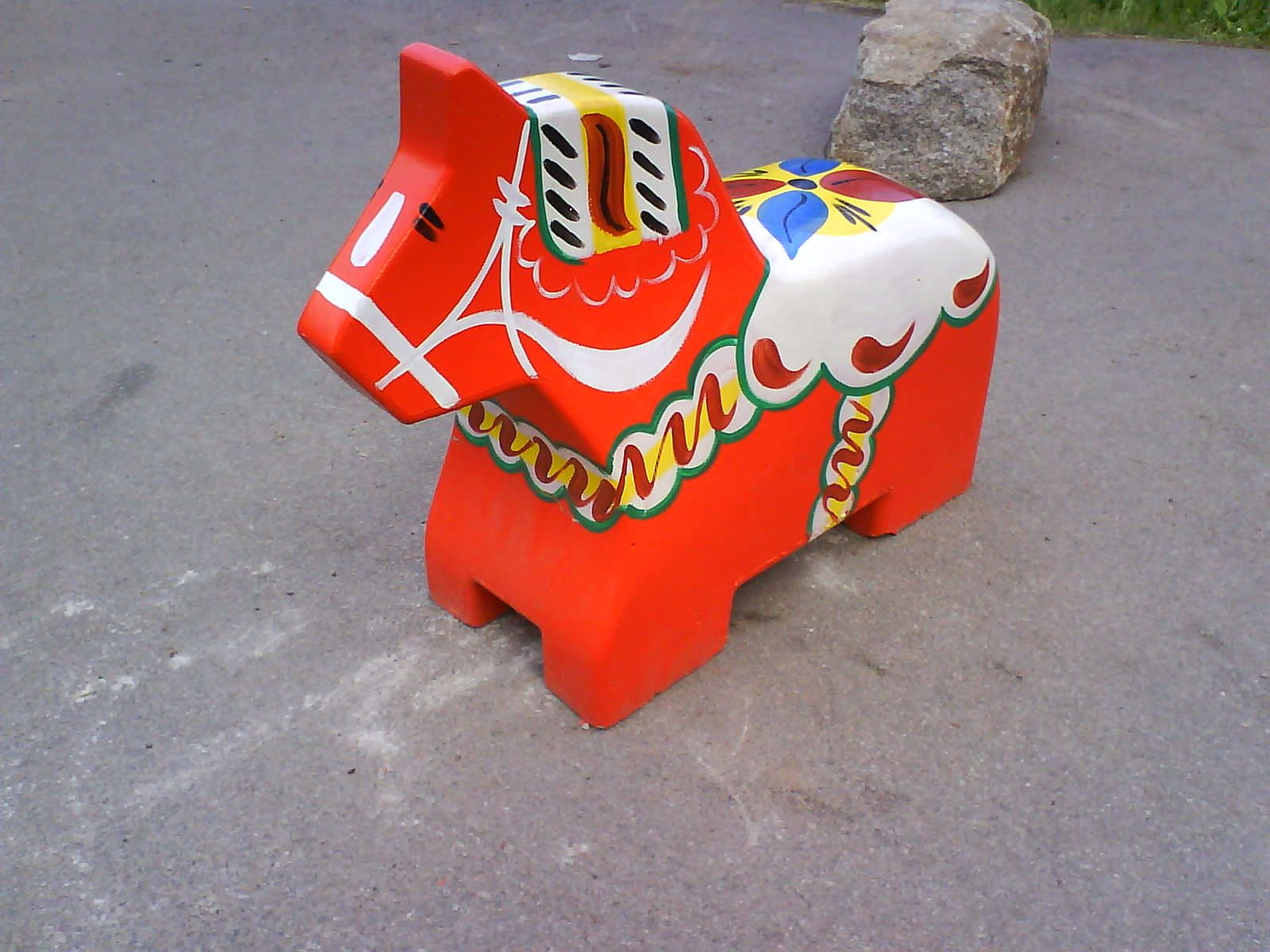
Betongsugga med dalahästmålning i Orsa.
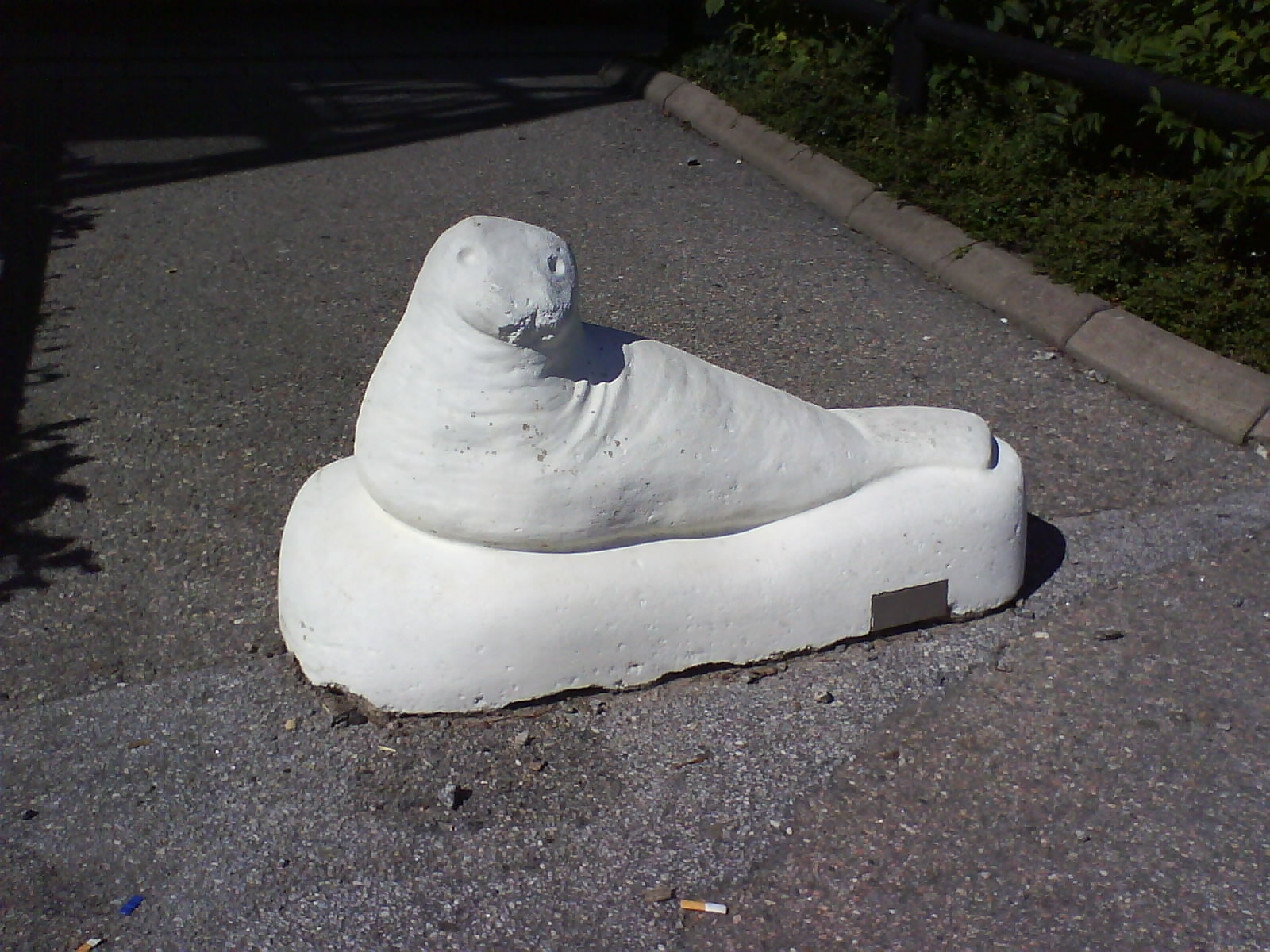
Betongsäl i Stenungsund. En kopia finns på (det bilfria) Åstol.
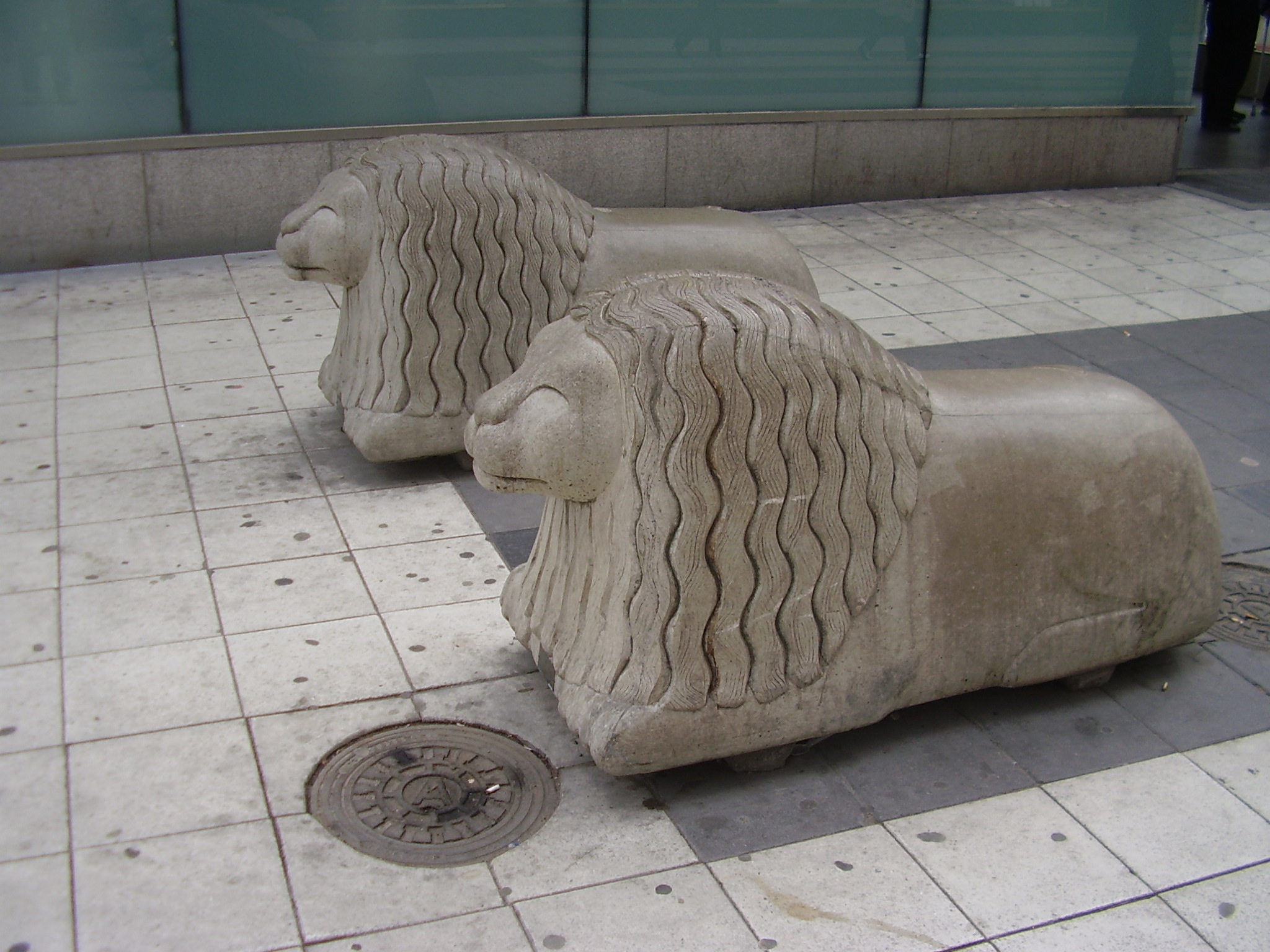
Två exemplar av Stockholmslejonet i betong på Drottninggatan i Stockholm, utformade av Anders Årfelt.
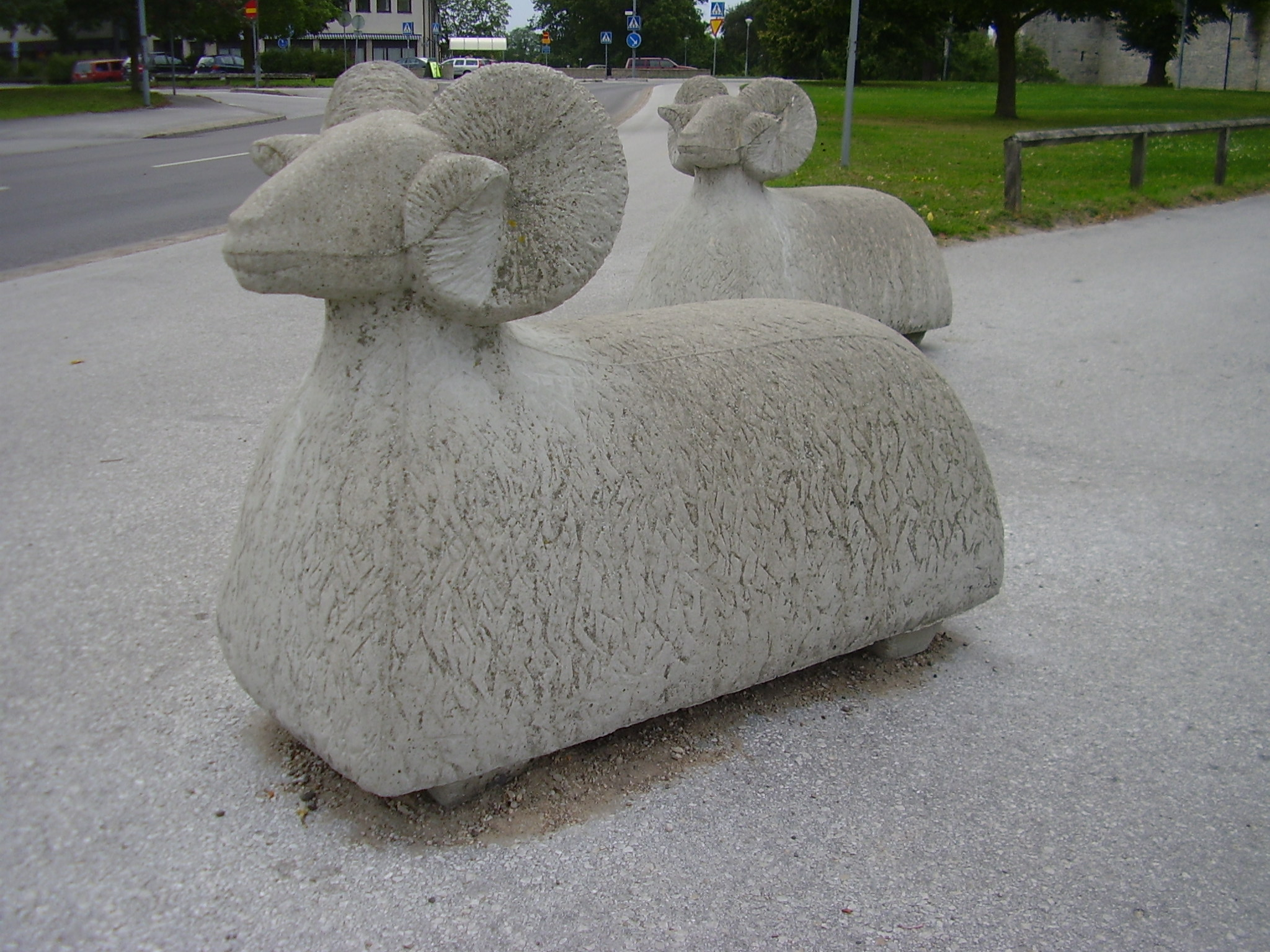
Gutefårsbaggen har stått modell för betongsuggorna på Gotland, utformade av Anders Årfelt.
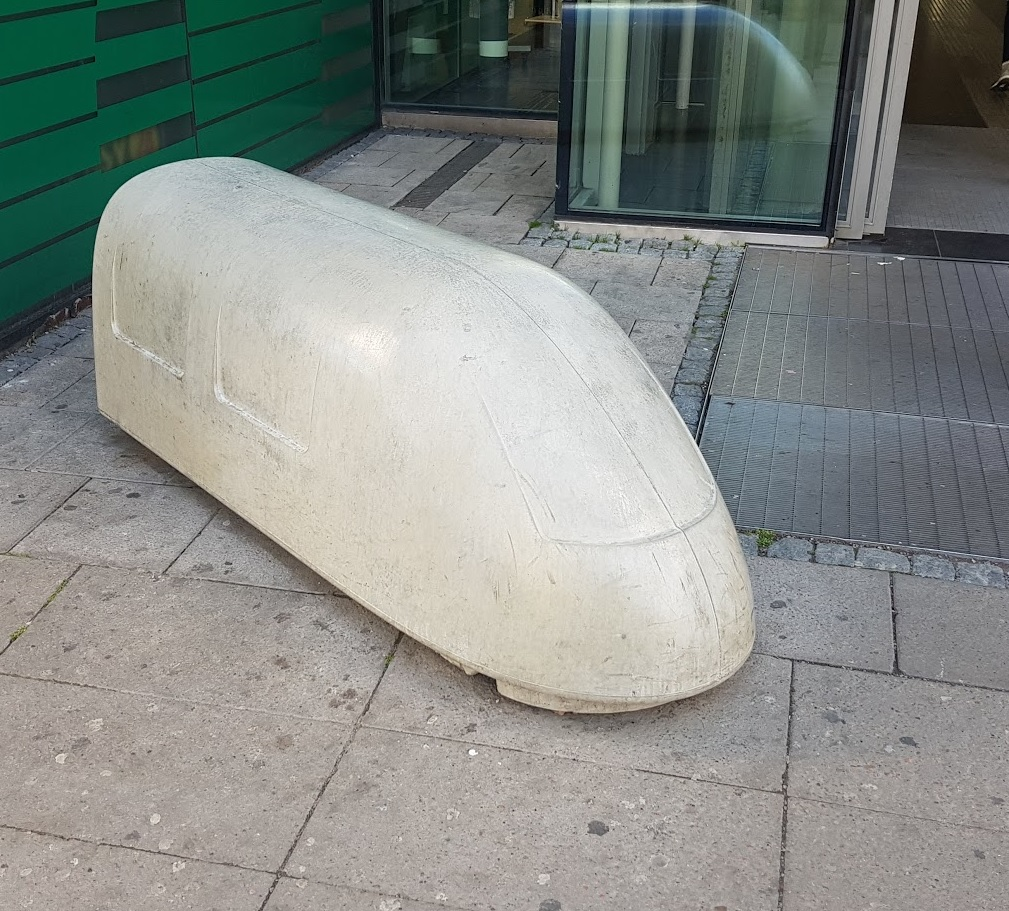
Trafikhinder i form av ett modernt lok. Göteborgs centralstation.
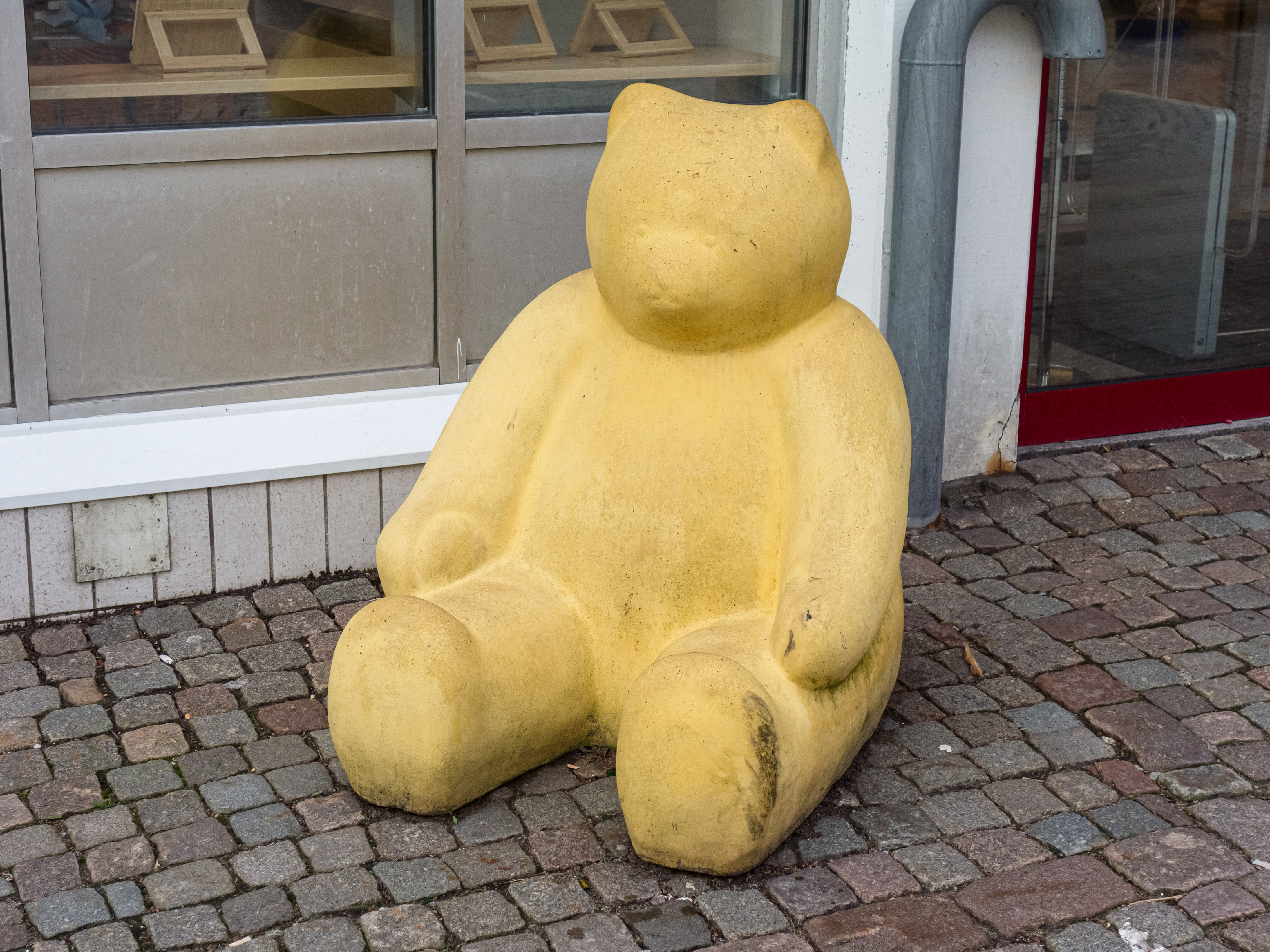
Gul teddybjörn i betong utanför stadsbiblioteket i Lysekil.